# 羅斯布姆 (紐約州)
羅斯布姆（英語：Roseboom）是一個位於美國紐約州奧齊戈縣的鎮。

## 人口
根據2020年美國人口普查的數據，羅斯布姆的面積為86.79平方千米，當中陸地面積為86.52平方千米，而水域面積為0.27平方千米。當地共有人口690人，而人口密度為每平方千米8人。